# John Greig (Politiker)

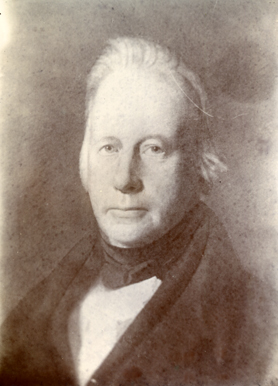
John Greig

John Greig (* 6. August 1779 in Moffat, Schottland; † 9. April 1858 in Canandaigua, New York) war ein schottisch-amerikanischer Jurist und Politiker. 1841 vertrat er den Bundesstaat New York im US-Repräsentantenhaus.

## Werdegang
John Greig wurde während der Regierungszeit von Georg III. in Dumfries and Galloway geboren. Er besuchte die Edinburgh High School. 1797 wanderte er in die Vereinigten Staaten ein. Dort studierte er Jura. Nach dem Erhalt seiner Zulassung als Anwalt 1804 begann er in Canandaigua zu praktizieren. Zwischen 1820 und 1856 bekleidete er den Posten als Präsident der Ontario Bank. Er wurde 1825 Regent an der University of the State of New York und 1845 Rektor an derselben Universität – Posten, die er bis zu seinem Tod innehatte. Ferner war er einer der Gründer des Ontario Female Seminary.
Politisch gehörte er der Whig Party an. Er wurde in einer Nachwahl im 26. Wahlbezirk von New York in den 27. Kongress gewählt, um dort die Vakanz zu füllen, die durch den Rücktritt von Francis Granger entstand. Sein Sitz im US-Repräsentantenhaus nahm er am 21. Mai 1841 ein, trat allerdings schon am 25. September 1841 wieder von diesem zurück.
Dann war er Präsident der Ontario Agricultural Society. Er verstarb ungefähr drei Jahre vor dem Ausbruch des Bürgerkrieges in Canandaigua. Sein Leichnam wurde auf dem West Avenue Cemetery beigesetzt.